# フミン酸
フミン酸（フミンさん、humic acid）とは、植物などが微生物による分解を経て形成された最終生成物であるフミン質（腐植物質）のうち、酸性の無定形高分子有機物。狭義では、腐植土や土壌などにおいてアルカリに可溶で、酸で沈殿する赤褐色ないし黒褐色を呈する、糖や炭水化物、タンパク質、脂質などに分類されない有機物画分のことを指す。腐植酸（ふしょくさん）とも言う。

## 分布
腐植土や土壌のほか、河川・湖沼・海洋堆積物・石炭・流木のアクなどに存在する。

## 化学的性質
炭素52 - 58％、水素3.6 - 6.0％、窒素3.0 - 5.7％、残りの大部分は酸素であるが、1％以下の硫黄を含む。ベンゼン・ナフタレン・アントラセンなど各種の芳香環や脂肪族鎖を骨格とし、多数の共役二重結合を含む。カルボキシル基、フェノール性水酸基の存在によって酸としての性質を示すほか、カルボニル基・メトキシ基・アルコール性水酸基等の官能基を含み、加水分解によって単糖やアミノ酸を生成。
多分散性高分子の混合物であり、平均分子量は1,000以下から数十万以上まで幅広い。

## フミン酸の種類
Springerは灰色腐植酸と褐色腐植酸（リグノフミン酸とフモリグニン酸を含む）に分類したが、土壌の種類により、また同じ土壌でも層位によって、フミン酸の質は相違する。

## E4/E6比
アルカリ溶液の吸光スペクトル、特に波長465nmと665nmの吸光度の比（E4/E6）が、フミン酸の質の評価に用いられている。